# Белоусов, Олег Павлович
Олег Павлович Белоусов (бел. Алег Паўлавіч Белавусаў; 16 ноября 1945, Слуцк — 26 марта 2009, Минск) — советский и белорусский художник-мультипликатор, сценарист, режиссёр.

## Биография
Родился 16 ноября 1945 года в городе Слуцке, Минской области. Закончил БГУ (1966). Работал литературным сотрудником газеты «Літаратура і мастацтва» (1968—1973). Основатель и художественный руководитель мастерской мультфильмов киностудии «Беларусьфильм» (1975—1989), анимационных студий, в том числе студии «АВС» (1989—1995), вице-президент киновидеостудии «Кадр-2» (с 1995).
Член Белорусского союза журналистов, Белорусского союза кинематографистов, Белорусского союза художников и Белорусского народного фронта «Возрождение».
Автор книги «Мой Город» (2005) и сборника стихов «Казантипская тетрадь» (2006).

## Фильмография

### Режиссёр мультипликационных фильмов
- 1980 — «Сказка о весёлом клоуне»
- 1982 — «Песнь о зубре»
- 1985 — «Ковбойские игры»
- 1987 — «Ладья отчаянья»
- 1988 — «Куб»
- 1990 — «Очень старый человек с огромными крыльями»
- 1993 — «Декамерон»

### Сценарист
- 1980 — «Нестерка»
- 1982 — «Песнь о зубре»
- 1985 — «Ковбойские игры»
- 1987 — «Ладья отчаянья»
- 1988 — «Куб»

Могила Белоусова на Северном кладбище Минска.

- 1990 — «Очень старый человек с огромными крыльями»
- 1993 — «Декамерон»
- 1999 — «Боль» — неигровой

### Текст песен к мультипликационным фильмам
- 1980 — «Сказка о весёлом клоуне»
- 1982 — «Динозаврик»

### Роли в кино
- 1999 — «Рейнджер из атомной зоны» — эпизод
- 2003 — «Анастасия Слуцкая» — эпизод